# Ебба Вітт-Браттстрьом

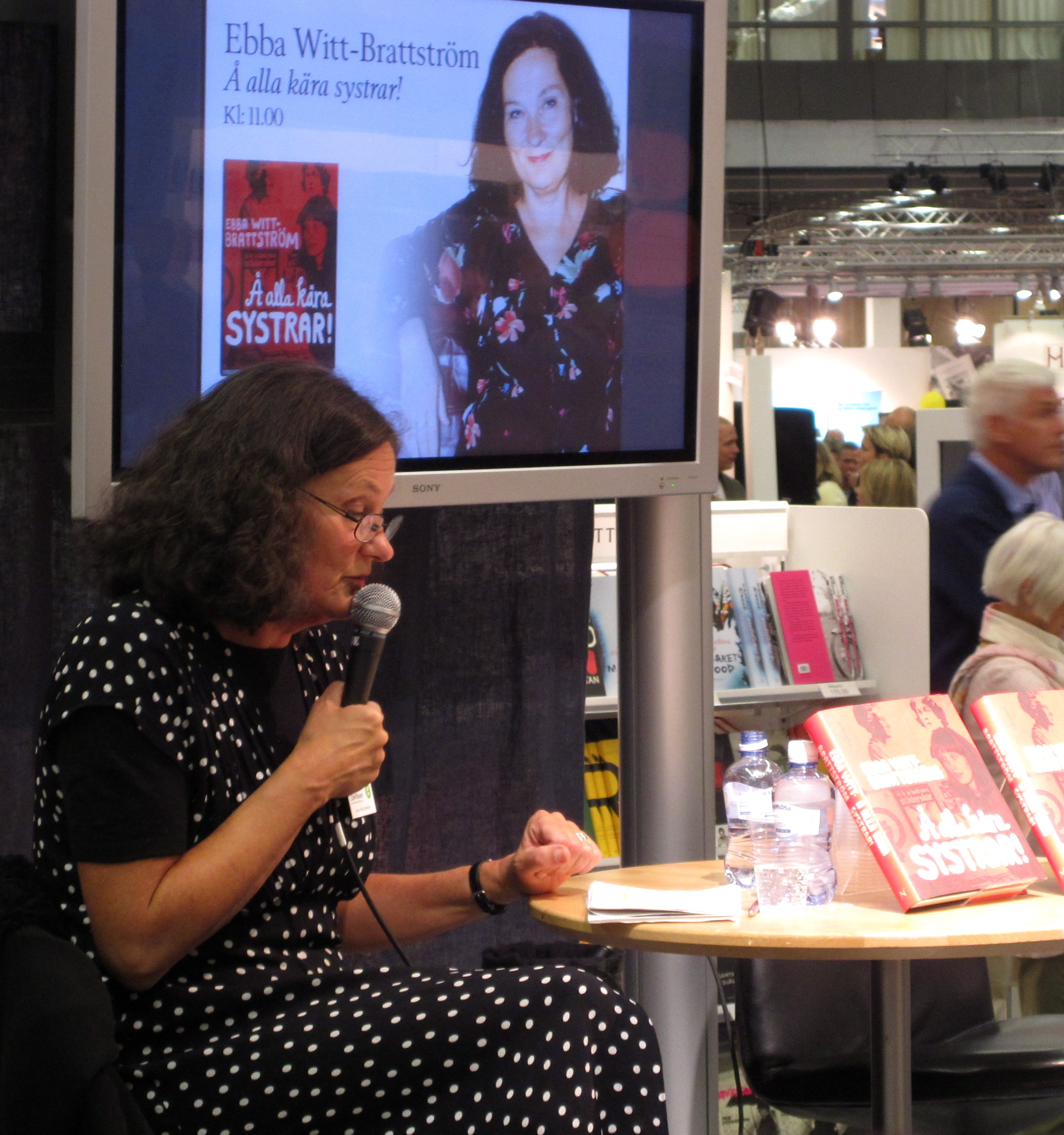
Ебба Вітт-Браттстрьом (2010)

Ебба Вітт-Браттстрьом (швед. Ebba Witt-Brattström; швед. вимова: [ˈɛ̂bːa ˈvɪtː ˈbrâtːstrœm]; нар. 1 червня 1953) — шведська письменниця, порівняльна літературознавиця, професорка літератури, завідувачка кафедри університету Седертьорн, докторка філософії, докторка економічних наук та феміністка.

## Біографія
Батько був німецьким антинацистом із відносно заможної родини, тоді як матір — естонка з сім'ї бідного селянина. Вони приїхали до Швеції як біженці під час Другої світової війни. Батьки розлучилися рано, Ебба виросла з матір'ю.
1988 року Вітт-Браттстрьом здобула докторський ступінь з дисертацією на тему шведської авторки Моа Мартінсон (швед. Moa Martinson: skrift och drift i tretiotalet) у Стокгольмському університеті у 1988 році.
Вітт-Браттстрьом була запрошеною професоркою Фундації імені Даґа Гаммаршельда на кафедрі північноєвропейських досліджень Гумбольдтського університету Берліна з 2008 року. З 2012 року — професор північної літератури Гельсінського університету.

## Діяльність та творчість
У 1970-х роках вона була членкинею феміністської організації Grupp 8, а в 2005 році стала однією із засновниць феміністичної політичної організації та партії «Feministiskt Initiativ» (укр. Феміністична ініціатива), хоча згодом відсторонилася від організації і критикувала сильні ліві тенденції в ній.
Авторка низки публікацій про Бригіду Шведську, Вікторію Бенедиктссон, Едіт Сьодергран та інших. Вона також переклала шведською роман «Дочки Еґалії» (норв. Egalias døtre) Ґерди Брантенберґ. 2010 року опублікувала історію феміністичного руху в Швеції — «Для всіх дорогих сестер» (швед. Å alla kära systrar).

## Премії та відзнаки
- Премія Моа (1991)
- Премія Лоттен фон Крамера (2004)
- Особиста відзнака Івара Лу-Юганссона (2014)[8]
- Премія спільноти Елін Ваґнер «Årets väckarklocka» (укр. Будильник року) (2015)[9][10]
- Премія Морбака (2016)[11]

## Особисте життя
З 1977 по 1982 рік Ебба Вітт-Браттстрьом була одружена із Ола Голмґрен, народила сина. Другим чоловіком став Горацій Енґдал, постійний секретар Шведської академії, шлюб протривав з 1989 по 2014 роки. В цьому шлюбі народила ще трьох синів.

## Виноски
1. ↑  LIBRIS — Королівська бібліотека Швеції, 2014.
2. 1 2 3  Чеська національна авторитетна база даних
3. ↑  Identifiants et Référentiels — ABES, 2011.
4. 1 2 3  Ebba Witt-Brattström. Nationalencyklopedin (швед.) . Архів оригіналу за 3 червня 2014. Процитовано 10 травня 2010.
5. ↑  Реґіна Кьоніґ (13 грудня 2003). Нобелівська премія: "чоловіки обирають чоловіків"?. dw.com. Процитовано 31 березня 2020.
6. ↑  ОРІДУ НАДУ при Президентові України. www.oridu.odessa.ua. Архів оригіналу за 25 лютого 2022. Процитовано 31 березня 2020.
7. ↑  HU Berlin personal web page Archived copy. Архів оригіналу за 19 липня 2011. Процитовано 27 травня 2010.{{cite web}}:  Обслуговування CS1: Сторінки з текстом «archived copy» як значення параметру title (посилання)
8. ↑  Ebba Witt-Brattström får Ivar Lo-Johanssons personliga pris 2014. www.norstedts.se (швед.) . Архів оригіналу за 4 грудня 2020. Процитовано 16 січня 2020.
9. ↑  Elin Wägner-sällskapets pris Årets väckarklocka 2015. Архів оригіналу за 23 листопада 2020. Процитовано 31 березня 2020.
10. ↑  Hon får årets Väckarklocka. arbetarbladet.se (швед.) . 22 травня 2015. Архів оригіналу за 2 грудня 2020. Процитовано 16 січня 2020.
11. ↑  Ebba Witt-Brattström får Mårbackapriset [Архівовано 14 липня 2016 у Wayback Machine.] NWT 18 mars 2016
12. ↑  Sveriges befolkning 1990, CD-ROM, Version 1.00, Riksarkivet (2011)
13. ↑  Witt-Brattström, Ebba M, litteraturforskare, Sthlm [Архівовано 5 грудня 2020 у Wayback Machine.] i Vem är hon / s 508 (1988).